# GETEC Arena

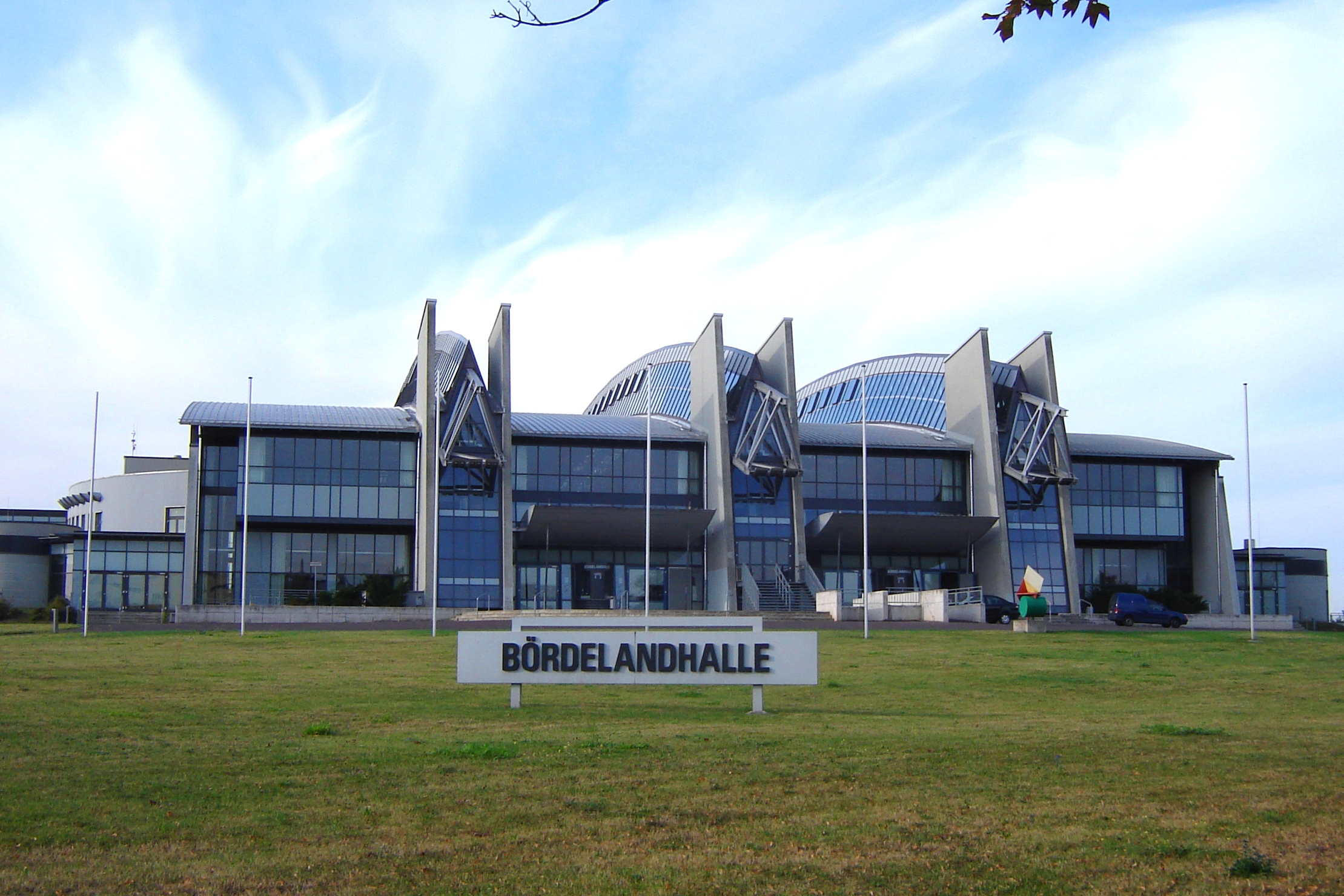
Bördelandhalle en Magdeburgo, Sajonia-Anhalt

La GETEC Arena (conocida hasta 2011 como "Bördelandhalle") es una arena deportiva localizada en Magdeburg, Alemania. La capacidad máxima de la arena es de 7 071 espectadores para juegos de balonmano y de 6 820 espectadores de encuestros boxísticos. Es el actual estadio del SC Magdeburg que compite en la Liga de Alemania de balonmano.